# 纳翁河畔梅讷图
纳翁河畔梅讷图（法語：Menetou-sur-Nahon）是法国安德尔省的一个市镇，属于伊苏丹区。

## 地理
纳翁河畔梅讷图（47°13'7"N, 1°38'56"E）面积6.98 平方千米，位于法国中央-卢瓦尔河谷大区安德尔省，该省份为法国中部省份，北起卢瓦-谢尔省，西北接安德尔-卢瓦尔省，西南接维埃纳省，南至克勒兹省和上维埃纳省，东临谢尔省。
与纳翁河畔梅讷图接壤的市镇（或旧市镇、城区）包括：沙布里、瓦勒富宗。
纳翁河畔梅讷图的时区为UTC+01:00、UTC+02:00（夏令时）。

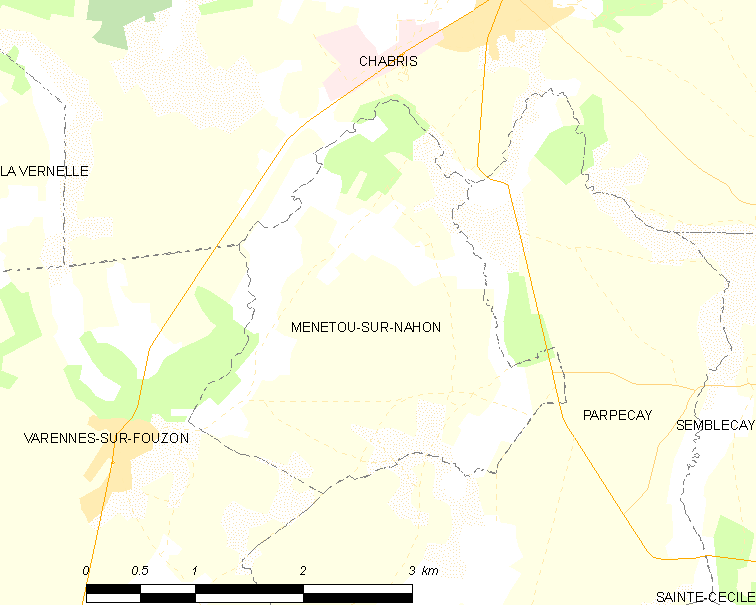
纳翁河畔梅讷图的OSM定位图

## 行政
纳翁河畔梅讷图的邮政编码为36210，INSEE市镇编码为36115。

## 政治
纳翁河畔梅讷图所属的省级选区为瓦朗赛县。

## 人口

1962-2008年间纳翁河畔梅讷图人口变化图示

纳翁河畔梅讷图于2022年1月1日时的人口数量为143人。